# QBasic
QBasic (произнася се Кюбейсик) е портиран вариант на BASIC (акроним на английски: Beginner's All-purpose Symbolic Instruction Code) за операционна система MS-DOS, публикуван от Майкрософт. Той е наследник на GW-BASIC и се предлага във версиите от 5 до 7 на MS-DOS. QBasic се фигурира и като част от някои версии на Windows (Windows95 и Windows 98). За стартиране на QBasic e необходима платформа съвместима с MS-DOS или неин емулатор (например DosBox).
За разлика от обикновения BASIC, QBAsic съдържа структуриран синтаксис, което значи че има включени клаузи за цикли и подпрограми.

## Създаване, корекция и изпълнение на програмен файл
В интегрираната програмна среда QBASIC са включени език за програмиране, вграден текстов редактор и интерпретатор на езика. Работи се в два режима: директен и програмен. Между двата режима се превключва с подходящ функционален клавиш. Създаването и корекцията на Бейсик става като се използват възможностите на вградения текстов редактор. По възможност той е идентичен с EDIT. В този вграден текстов редактор е предвидена възможност за автоматична проверка синтаксиса на оператора.
Езикът QBASIC разполага с определен набор от символи, наречен „азбука на езика“. Тя съдържа латинската азбука A-Z, a-z, цифри 0 – 9, специални символи . , : # ! $ и ключови думи. Записаните думи са комбинация от символи, които интерпретатора възприема като един символ (например SQR, TAN, COS, CLS, PRINT). QBASIC работи със следните типове данни: числови и текстови.